# 范瑋琪
范 瑋琪（日本語: ファン・ウェイチー、ファン・ファン、拼音: Fàn Wěi Qí、英語: Christine Fan／Fan Fan、1976年3月18日 - ）は、アメリカ合衆国オハイオ州コロンバス出身の台湾の女性歌手、女優。

## ディスコグラフィ

### アルバム
- 范范的世界（2000年11月8日、福茂唱片）
- 太陽（2001年8月4日、福茂唱片）
- 真善美（2003年5月28日、福茂唱片）
- 一比一（2005年6月5日、福茂唱片）
- 我們的紀念日（2006年6月9日、福茂唱片）
- 哲學家（2007年9月4日、福茂唱片）
- F ONE（2009年7月10日、福茂唱片）
- Love & FanFan（2011年3月18日、福茂唱片）
- 愛，在一起Together（2012年5月30日、福茂唱片）
- 范范的感恩節（2016年1月9日、福茂唱片）
- 恰如其分的自己（2022年、黑天使娛樂）[3]

### ベストアルバム
- 最初的夢想（2004年5月7日、福茂唱片）
- Faces of FanFan（2008年7月11日、福茂唱片）
- 幸福，情歌（2011年6月17日、福茂唱片）

## 出演

### ドラマ
- あすなろ白書（2002年、台湾版） - 季星華 役
- 醋溜族（2006年、中視） - 小紅 役
- 黑糖群俠傳（2008年、衛視中文台） - 東方不拜 役
- イケメン探偵倶楽部MIT（2008年） - 陶美人/Cherry老師（タオ先生/チェリー先生） 役

### 司会番組
- 模范棒棒堂（2006年 - 2009年、Channel V）

### 映画
- 被偷走的那五年（2013年） - 陸小環 役[4]